# İstanbul Büyükşehir Belediyesi Spor Kulübü 2019-2020 (pallavolo maschile)
Questa voce raccoglie le informazioni riguardanti l'İstanbul Büyükşehir Belediyesi Spor Kulübü nelle competizioni ufficiali della stagione 2019-2020.

## Organigramma societario
Area direttiva
- Presidente: Fatih Keleş

Area tecnica
- Allenatore: Hakan Özkan
- Allenatore in seconda: Hasan Körfez
- Assistente allenatore: Mert Karatop
- Scoutman: Fırat Balçık

## Rosa
| N° | Nome                | Ruolo | Data di nascita  | Nazionalità sportiva |
| -- | ------------------- | ----- | ---------------- | -------------------- |
| 1  | Ahmet Şahin         | S     | 1º giugno 1998   | Turchia              |
| 2  | Caner Pekşen        | P     | 9 giugno 1987    | Turchia              |
| 3  | Hakan Destanoğlu    | P     | 9 gennaio 2000   | Turchia              |
| 4  | Abdulsamet Yalçın   | S     | 25 gennaio 2000  | Turchia              |
| 5  | Beytullah Hatipoğlu | L     | 24 febbraio 1992 | Turchia              |
| 6  | Emre Fırat          | S     | 1º gennaio 1999  | Turchia              |
| 7  | Berkan Eryüz        | C     | 26 febbraio 1993 | Turchia              |
| 8  | Batuhan Avcı        | S     | 2 agosto 2000    | Turchia              |
| 9  | Özkan Hayırlı       | C     | 27 maggio 1984   | Turchia              |
| 10 | Caner Çiçekoğlu     | P     | 11 maggio 1985   | Turchia              |
| 11 | Cansin Enaboifo     | S     | 9 luglio 1995    | Turchia              |
| 15 | Emir Öztürk         | O     | 20 dicembre 2000 | Turchia              |
| 18 | Uğur Güneş          | C     | 11 agosto 1993   | Turchia              |
| 19 | Serhat Coşkun       | O     | 18 luglio 1987   | Turchia              |

## Statistiche

### Statistiche di squadra
| Competizione     | Punti | In casa | In casa | In casa | In trasferta | In trasferta | In trasferta | Totale | Totale | Totale |
| Competizione     | Punti | G       | V       | P       | G            | V            | P            | G      | V      | P      |
| ---------------- | ----- | ------- | ------- | ------- | ------------ | ------------ | ------------ | ------ | ------ | ------ |
| Efeler Ligi      | 26    | 11      | 6       | 5       | 11           | 3            | 8            | 22     | 9      | 13     |
| Coppa di Turchia | -     | 1       | 1       | 0       | 1            | 1            | 0            | 2      | 2      | 0      |
| Totale           | -     | 12      | 7       | 5       | 12           | 4            | 8            | 24     | 11     | 13     |

G = partite giocate; V = partite vinte; P = partite perse

### Statistiche dei giocatori
| Giocatore     | Campionato | Campionato | Campionato | Campionato | Campionato | Coppa di Turchia | Coppa di Turchia | Coppa di Turchia | Coppa di Turchia | Coppa di Turchia | Totale | Totale | Totale | Totale | Totale |
| Giocatore     | P          | PT         | AV         | MV         | BV         | P                | PT               | AV               | MV               | BV               | P      | PT     | AV     | MV     | BV     |
| ------------- | ---------- | ---------- | ---------- | ---------- | ---------- | ---------------- | ---------------- | ---------------- | ---------------- | ---------------- | ------ | ------ | ------ | ------ | ------ |
| B. Avcı       | 21         | 279        | 225        | 23         | 31         | 2                | 21               | 16               | 3                | 2                | 23     | 300    | 241    | 26     | 33     |
| C. Çiçekoğlu  | 20         | 32         | 17         | 11         | 4          | 2                | 2                | 0                | 1                | 1                | 22     | 34     | 17     | 12     | 5      |
| S. Coşkun     | 22         | 313        | 277        | 17         | 19         | 2                | 41               | 38               | 2                | 1                | 24     | 354    | 315    | 19     | 20     |
| H. Destanoğlu | 1          | 0          | 0          | 0          | 0          | 0                | 0                | 0                | 0                | 0                | 1      | 0      | 0      | 0      | 0      |
| C. Enaboifo   | 21         | 63         | 59         | 2          | 2          | 2                | 11               | 10               | 0                | 1                | 23     | 74     | 69     | 2      | 3      |
| B. Eryüz      | 11         | 9          | 6          | 2          | 1          | 1                | 3                | 3                | 0                | 0                | 12     | 12     | 9      | 2      | 1      |
| E. Fırat      | 15         | 87         | 73         | 5          | 9          | 1                | 3                | 3                | 0                | 0                | 16     | 90     | 76     | 5      | 9      |
| U. Güneş      | 22         | 133        | 90         | 32         | 11         | 2                | 10               | 5                | 3                | 2                | 24     | 143    | 95     | 35     | 13     |
| B. Hatipoğlu  | 22         | 0          | 0          | 0          | 0          | 2                | 0                | 0                | 0                | 0                | 24     | 0      | 0      | 0      | 0      |
| Ö. Hayırlı    | 22         | 160        | 117        | 31         | 12         | 2                | 20               | 12               | 7                | 1                | 24     | 180    | 129    | 38     | 13     |
| E. Öztürk     | 1          | 0          | 0          | 0          | 0          | 0                | 0                | 0                | 0                | 0                | 1      | 0      | 0      | 0      | 0      |
| C. Pekşen     | 19         | 13         | 3          | 4          | 6          | 2                | 4                | 0                | 3                | 1                | 21     | 17     | 3      | 7      | 7      |
| A. Şahin      | 2          | 1          | 1          | 0          | 0          | 1                | 3                | 2                | 0                | 1                | 3      | 4      | 3      | 0      | 1      |
| A. Yalçın     | 18         | 157        | 123        | 8          | 26         | 2                | 23               | 17               | 4                | 2                | 20     | 180    | 140    | 12     | 28     |

P = presenze; PT = punti totali; AV = attacchi vincenti; MV = muri vincenti; BV = battute vincenti